# Вербовский сельский совет (Балаклейский район)
Вербовский сельский совет — входит в состав Балаклейского района Харьковской области Украины.
Административный центр сельского совета находится в селе Вербовка.

## История
- 1920 — дата образования.

## Населённые пункты совета
- село Вербовка